# 코르시에
코르시에(프랑스어: Corsier  [kɔʁsje][*], 현지에서 [kɔʁzje])는 스위스 제네바주에 있는 시정촌이다.

## 역사
코르시에는 1297년에 Corsiacum으로 처음 언급되었다. 1816-58년 사이에 코르시에와 Anières는 단일 시정촌을 형성했다.

## 지리
코르시에의 면적은 2012년 기준으로 2.74k㎡이다. 이 면적 중 1.58k㎡ (57.7%)가 농업 목적으로 사용되는 반면 0.08k㎡ (2.9%)는 산림이다. 나머지 토지 중 1.1k㎡ (40.1%)가 정착(건물 또는 도로), 0.03k㎡ (1.1%)가 강 또는 호수이고, 0.01k㎡ (0.4%)는 비생산적인 토지이다.
건축면적 중 주택과 건물이 27.4%, 교통인프라가 4.0%를 차지했다. 공원, 녹지대, 운동장이 1.8%를 차지했다. 숲이 우거진 토지 중 전체 토지 면적의 2.2%는 숲이 우거져 있고, 0.7%는 과수원이나 작은 나무 군락으로 덮여 있다. 농경지 중 39.4%는 작물 재배에 사용되며, 9.1%는 목초지이며, 9.1%는 과수원이나 포도나무 작물에 사용된다. 시정촌의 모든 물은 흐르는 물이다.
시정촌은 제네바 호수의 왼쪽 제방에 있다.

## 인구통계
2020년 12월 기준, 코르시에의 인구는 2,295명이다. 2008년 기준으로 인구의 29.1%가 거주하는 외국인이다. 1999년부터 2009년까지 지난 10년 동안 인구는 5.2%의 비율로 변화했다. 이주로 인해 -0.8%의 비율로, 출생과 사망으로 인해 5.5%의 비율로 변경되었다.
2000년 기준, 인구 대부분인 1,361명(80.9%)이 프랑스어를 사용하며, 영어가 106명(6.3%)으로 두 번째로 많이 사용되고, 독일어가 74명(4.4%)으로 세 번째이다.
2008년 기준으로 인구의 성별 분포는 남성 50.0%, 여성 50.0%이다. 인구는 636명의 스위스 남성(인구의 35.1%)과 271명(14.9%)의 비스위스계 남성으로 구성되었다. 스위스 여성은 670명(36.9%), 비스위스계 여성은 237명(13.1%)이었다. 지자체의 인구 중 304명(18.1%)이 코르시에에서 태어나 2000년에 그곳에 살았다. 같은 주에서 태어난 522명(31.0%)가 있었고, 253명(15.0%)이 스위스 다른 곳에서 태어났다. 558명(33.2%)은 스위스 이외의 지역에서 태어났다.
2008년에는 스위스 시민이 11명, 비스위스계 시민이 7명이 출생했으며, 같은 기간에 스위스 시민이 5명, 비스위스계 시민이 1명 사망했다. 이민과 이주를 무시하면, 스위스 시민의 인구는 6명이 증가했고, 외국인 인구는 6명 증가했다. 스위스에서 이주한 스위스 남자 4명과 스위스 여자 4명이 있었다. 동시에 다른 나라에서 스위스로 이주한 12명의 비스위스계 남성과 11명의 비스위스계 여성이 있었다. 2008년 전체 스위스 인구 변화(시 경계를 넘는 이동을 포함한 모든 출처에서)는 10명이 증가했고, 비스위스계 인구는 17명이 증가했다. 이는 1.5%의 인구 증가율을 나타낸다.
인구의 연령분포(2000년 기준)는 아동·청소년(0~19세)이 전체 인구의 27.8%, 성인(20~64세)이 61.2%, 노인(64세 이상)이) 11.1%를 차지한다.
2000년 기준으로 시정촌에 미혼이거나, 독신인 사람은 684명이다. 기혼자는 844명, 미망인은 60명, 이혼한 사람은 94명이었다.
2000년 기준으로 시정촌의 민간가구는 615세대로 가구당 평균 2.6명이 거주하고 있다. 1인 가구는 152가구, 5인 이상 가구는 54가구였다. 총 633가구 중 1인 가구가 24.0%로 부모와 동거하는 성인 2가구였다. 나머지 가구 중 자녀가 없는 기혼가구는 159가구, 자녀가 있는 기혼가구는 250가구로 자녀가 있는 편부모는 45가구였다. 7가구는 혈연관계가 없는 사람들로, 18가구는 일종의 기관이나 집단주택으로 구성되어 있었다.
2000년에는 총 406개 주거동 중 307호(전체의 75.6%)가 단독주택이었다. 다가구는 41채(10.1%), 주로 주거용으로 사용되는 다목적 건물은 36채(8.9%), 기타 용도(상업·공업)가 22채(5.4%)였다. 단독주택 중 49채는 1919년 이전에 지어졌고, 44채는 1990년에서 2000년 사이에 지어졌다. 1981년에서 1990년 사이에 가장 많은 단독주택(79채)이 지어졌다.
2000년에는 시정촌에 677개의 아파트가 있었다. 가장 흔한 아파트 규모는 방 4개였으며, 그 중 158개였다. 1인실 아파트가 39개, 5개 이상의 방이 있는 아파트가 316개였다. 이 중 상가주택은 총 592세대(전체의 87.4%), 비수기형은 72세대(10.6%), 공실은 13세대(1.9%)였다. 2009년 기준 신규주택 건설률은 인구 1000명당 3.9세대이다. 2010년 시정촌 공실률은 1.4%였다.
역사적 인구는 다음 차트에 나와 있다.

## 국가중요문화재
포트에 있는 선사 시대 호숫가 정착지는 국가적으로 중요한 스위스 문화 유산으로 등재되어 있다. 이 정착지는 유네스코 세계 문화 유산인 알프스 주변의 선사시대 말뚝 주거지의 일부이다.

## 정치
2007년 연방 선거에서 가장 인기 있는 정당은 26.79%의 득표율을 기록한 LPS당 이었다. 다음으로 가장 인기 있는 세 정당은 SVP (21.79%), CVP (15.08%), 녹색당 (10.91%)이었다. 연방 선거는 총 486표를 던졌고, 투표율은 50.5%였다.

## 경제
2010년 기준으로 코르시에의 실업률은 4.5%였다. 2008년 기준으로 1차 경제 부문에 53명이 고용되어 있고, 이 부문에 약 7개 기업이 참여하고 있다. 38명이 2차 부문에 고용되었고, 이 부문에 12개의 기업이 있었다. 183명이 3차 부문에 고용되었으며, 이 부문에는 54개의 기업이 있다. 시정촌 주민은 813명으로 일정 정도 고용되었으며, 그중 여성이 전체 노동력의 42.2%를 차지하였다.
2008년에 정규직에 상응 하는 총 일자리 수는 237개였다. 1차 부문의 일자리 수는 48개였으며, 모두 농업에 있었다. 2차 부문의 일자리 수는 36개였으며, 그중 4개(11.1%)는 제조, 28개(77.8%)는 건설에 종사했다. 3차 부문의 일자리 수는 153개였다. 3차 부문의 경우; 26개(17.0%)는 도소매 또는 자동차 수리업, 15개(9.8%)는 상품의 이동과 보관, 19개(12.4%)는 호텔 또는 레스토랑, 1개는 정보 산업, 5개(3.3%는 보험 또는 금융 산업, 13개(8.5%)는 기술 전문가 또는 과학자, 35개(22.9%)는 교육, 10개(6.5%)는 의료 분야였다.
2000년에는 자치단체로 통근하는 근로자가 150명, 출퇴근한 근로자가 697명이었다. 지자체는 근로자의 순수출 지자체이며, 들어오는 1명당 약 4.6명의 근로자가 지자체를 떠나고 있다. 코르시에에 들어오는 인력의 약 18.0%는 스위스 외부에서 오고, 현지인 중 0.3%는 일을 위해 스위스에서 출퇴근한다. 근로 인구의 17.8%가 대중교통을 이용하여 출퇴근하고, 68.4%가 자가용을 이용하였다.

## 종교
2000년 인구 조사에서 로마 가톨릭 신자는 709명(42.2%)이었고, 스위스 개혁 교회는 378명(22.5%) 이었다. 나머지 인구 중 정교회 교인은 28명 (인구의 약 1.66%)이었고, 다른 기독교 교인은 22명(인구의 약 1.31%)이었다. 유대인은 21명(인구의 약 1.25%)이었고, 이슬람교는 38명(인구의 약 2.26%)이었다. 불교 13명, 힌두교 2명 그리고 다른 교회에 속한 3인이 있었다. 330명(인구의 약 19.62%)이 교회에 속하지 않고, 불가지론자 또는 무신론자이며, 138명(인구의 약 8.20%)이 질문에 대답하지 않았다.

## 교육

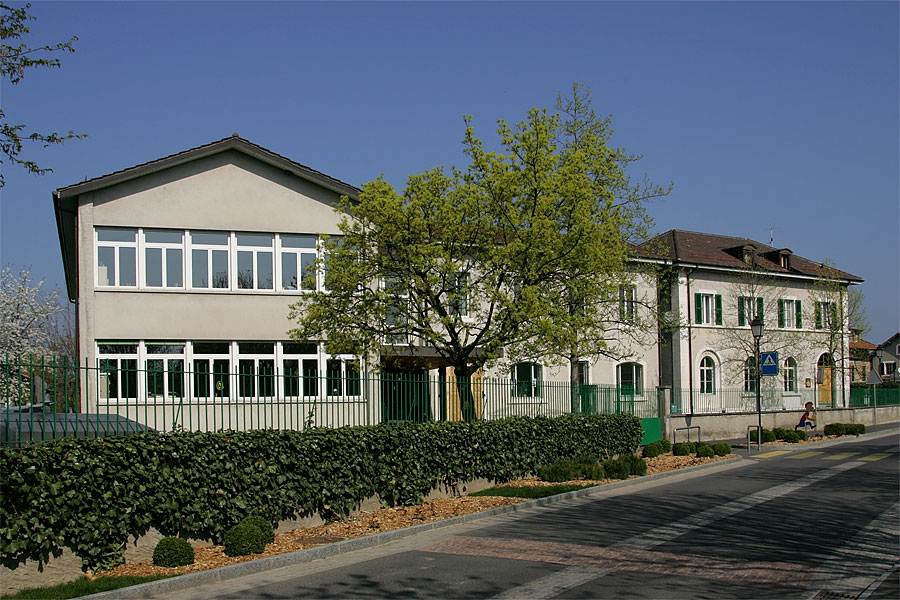
코르시에의 초등학교

코르시에에서는 인구의 약 480명(28.5%)이 필수가 아닌 고등교육을 이수했으며, 465명(27.6%)이 추가 고등교육(대학 또는 응용학문대학)을 마쳤다. 고등교육을 마친 465명 중 38.9%가 스위스 남성, 32.9%가 스위스 여성, 16.3%가 비스위스계 남성, 11.8%가 비스위스계 여성이었다.
2009학년 ~ 2010학년도 동안 코르시에 학교 시스템에는 총 390명의 학생이 있었다. 제네바주의 교육 시스템은 어린이들이 2년 동안 의무가 아닌 유치원에 다닐 수 있도록 허용한다. 그 학년도에 유아원 학급에 다니는 23명의 어린이가 있었다. 주의 학교 시스템은 2년의 비필수 유치원을 제공하며, 학생들은 6년 동안 초등학교에 다닐 것을 요구하며, 일부 어린이는 소규모의 특수 수업에 참석한다. 코르시에에는 유치원이나 초등학교에 42명의 학생이 있었고, 5명의 학생은 특수 학급에 있었다. 중등 학교프로그램은 3년의 낮은 의무 교육 과정과 3년에서 5년의 선택적인 고급 학교로 구성된다. 코르시에에는 42명의 중학생이 재학 중이었다. 대학이 아닌 전문 트랙 프로그램에 재학 중인 8명의 학생과 함께 지자체의 88명의 고등학교 학생이 있었다. 추가로 101명의 학생이 사립학교에 다녔다.
2000년 기준으로 코르시에에는 다른 지자체에서 온 149명의 학생이 있었고, 213명의 주민이 지자체 외부 학교에 다녔다.